# 倪二
倪二，《红楼梦》人物，绰号“醉金刚”，贾芸的街坊，是一个“专放重利债，在赌博场吃闲钱，志管打降吃酒”的市井泼皮，但却颇有义侠之名。曾在贾芸困难时，慷慨相助（见于红楼梦第二十四回）。
在高续中，倪二不慎冲撞了贾雨村官轿，结果被监禁，试图寻求贾芸帮忙，却未得其助。